# Ivars bilmuseum
Ivars bilmuseum är ett svenskt privat fordonsmuseum i Hoting, med personbilar och motorcyklar.
Bilmuseet grundades 1984 av bilhandlaren Ivar Ericsson. Han började på 1970-talet samla på gamla bilar. Museet ligger sedan 2009 i en 1 600 kvadratmeter nyuppförd byggnad i Hoting.
Bland de äldsta bilarna är en Orient Buckboard från 1906 och en Renault från 1909. Bland hundratalet bilar finns ett antal Mercedes-Benzmodeller från 1930-talet och framåt. Museet har också en Mercedes-Benz 300 SL från 1957. En Daimler Princess med 4 litre limousine från 1961 med Vanden Plas-kaross har ägts av kung Gustav VI Adolf. 
Museet har ett 40-tal motorcyklar, varav de äldsta är från 1920-talet, varav en Ner-A-Car, ett fabrikat som tillverkades 1921–1927.

## Bildgalleri

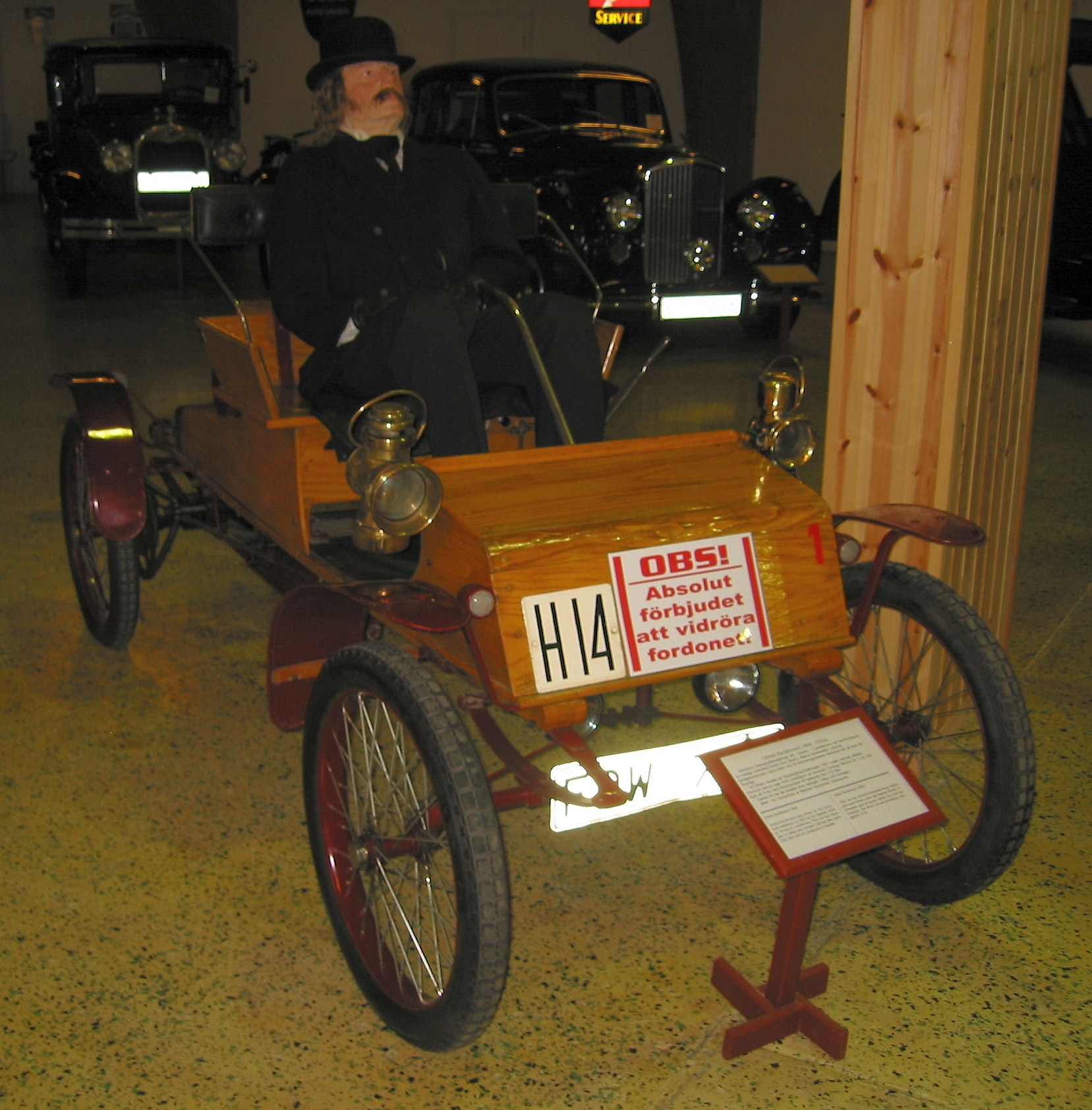
Orient Buckboard från 1906
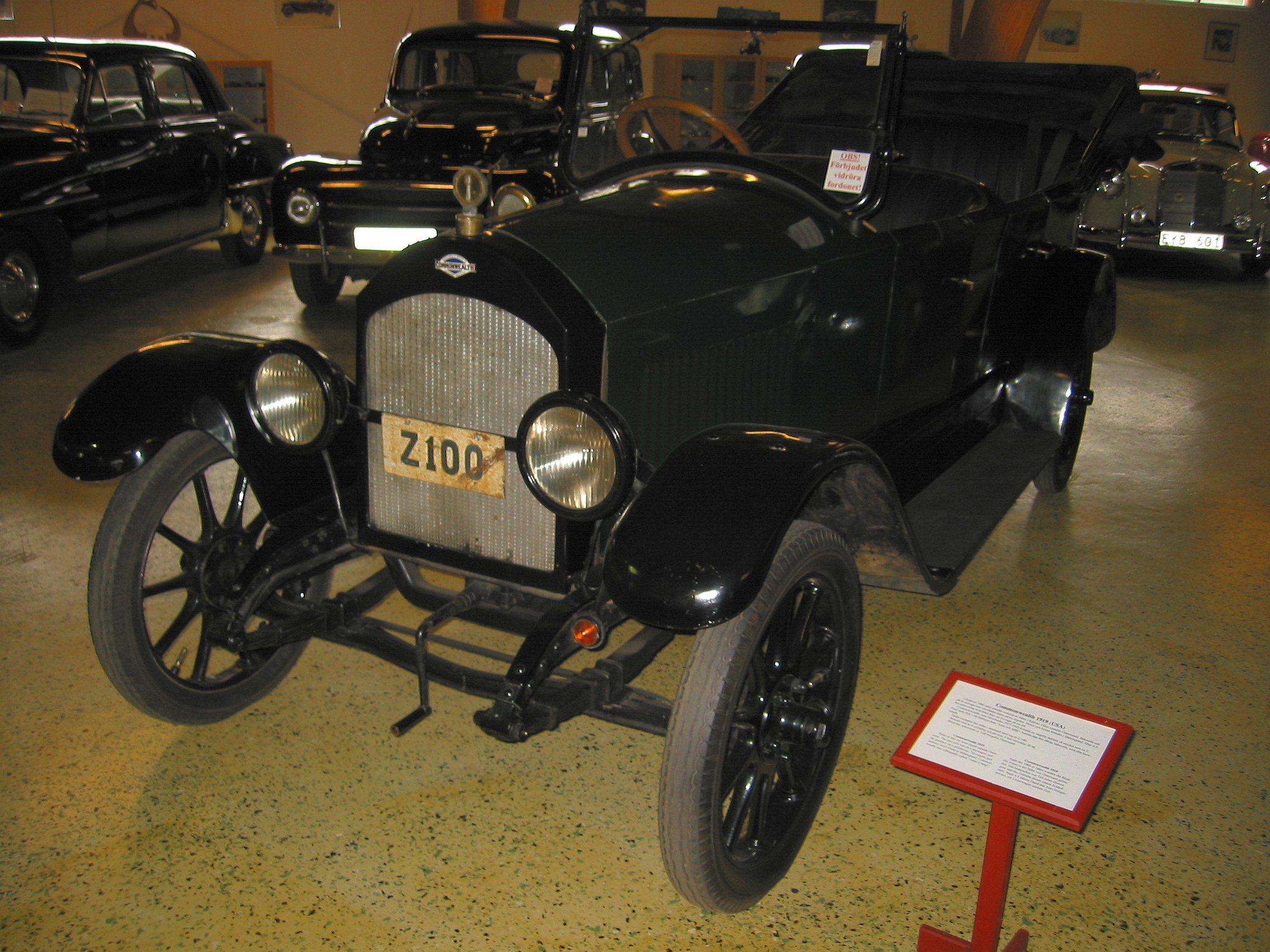
Commonwealth från 1919
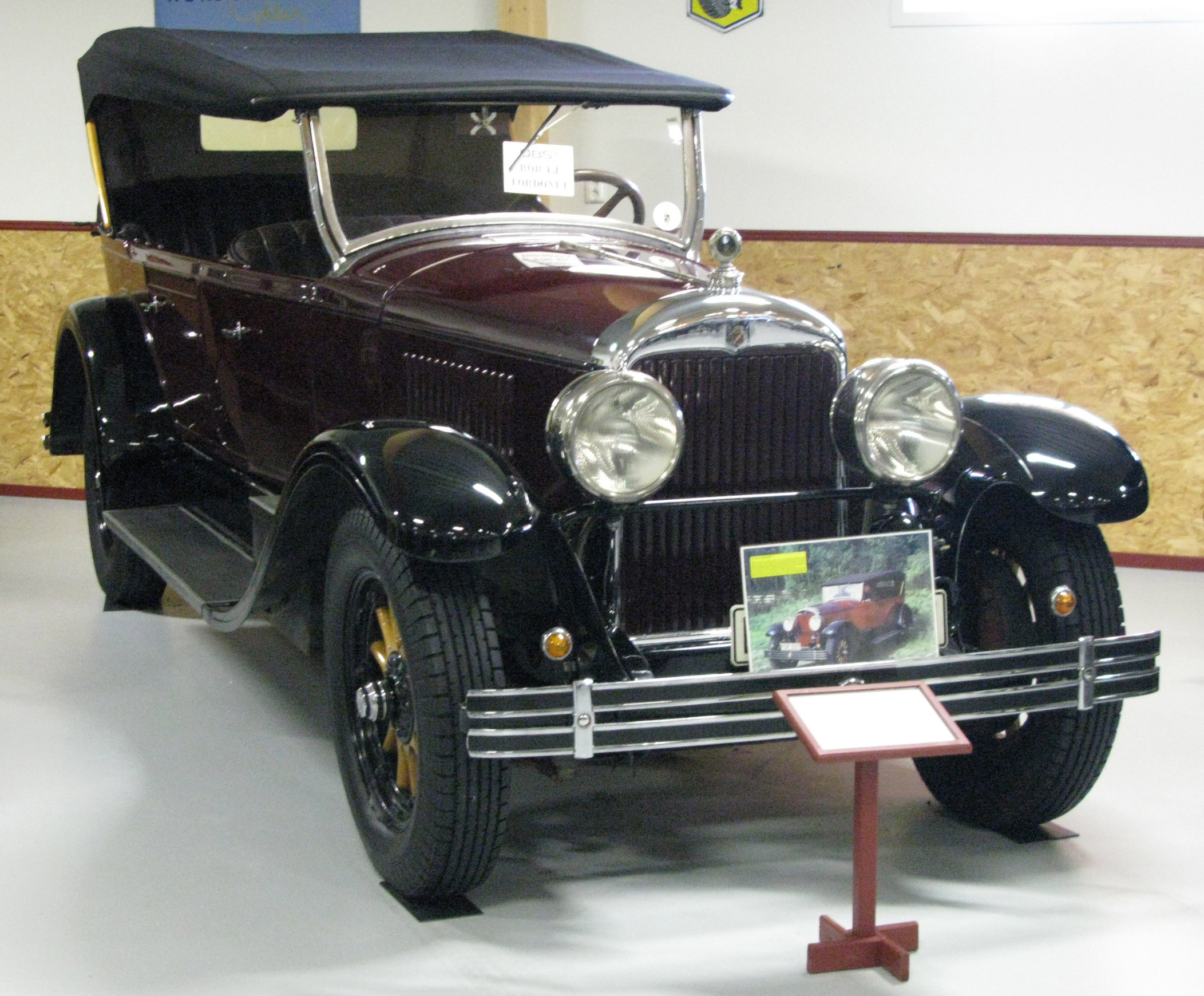
Cadillac 314 från 1926
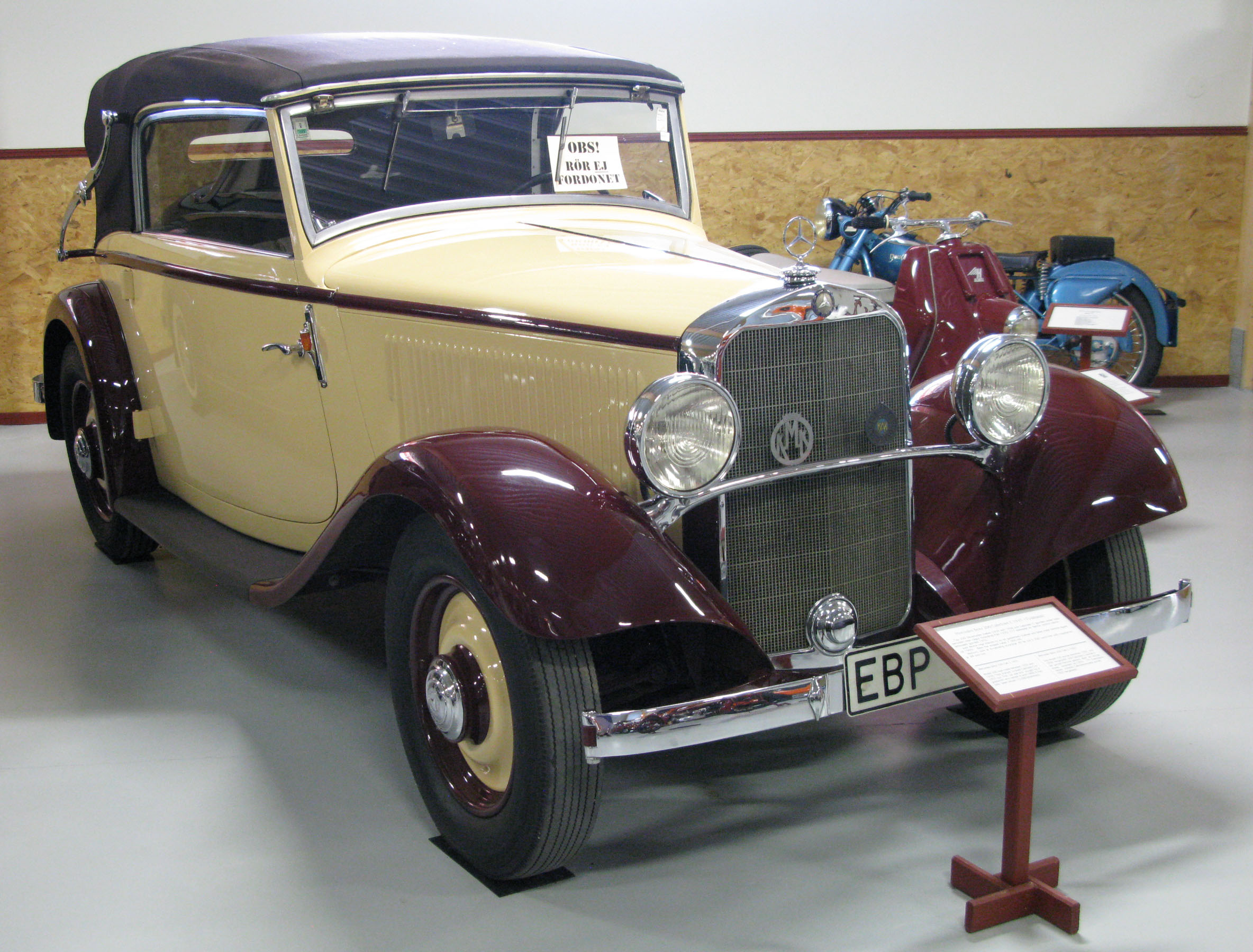
Mercedes-Benz 200 Cabriolet från 1935
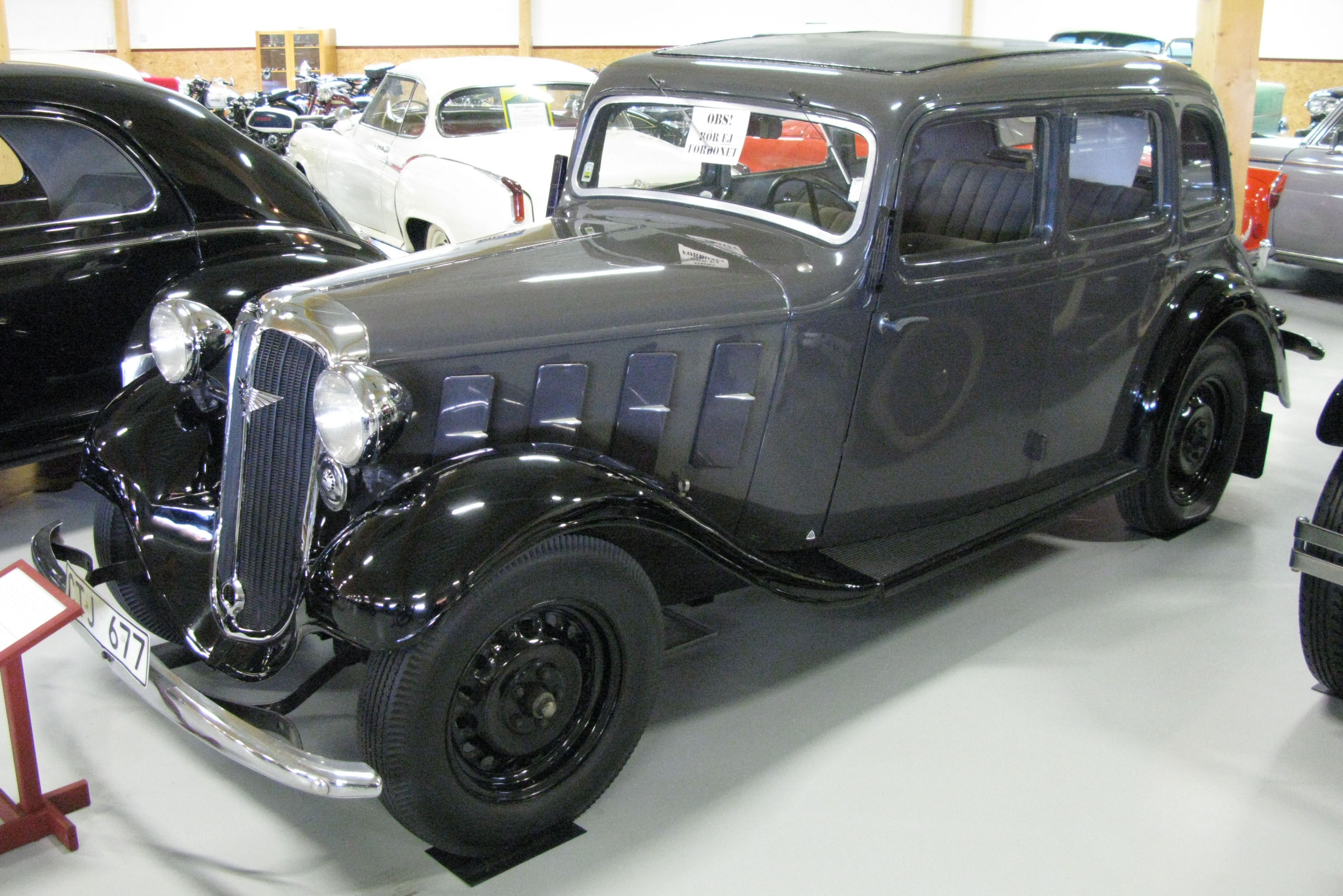
Hanomag Rekord Diesel från 1940
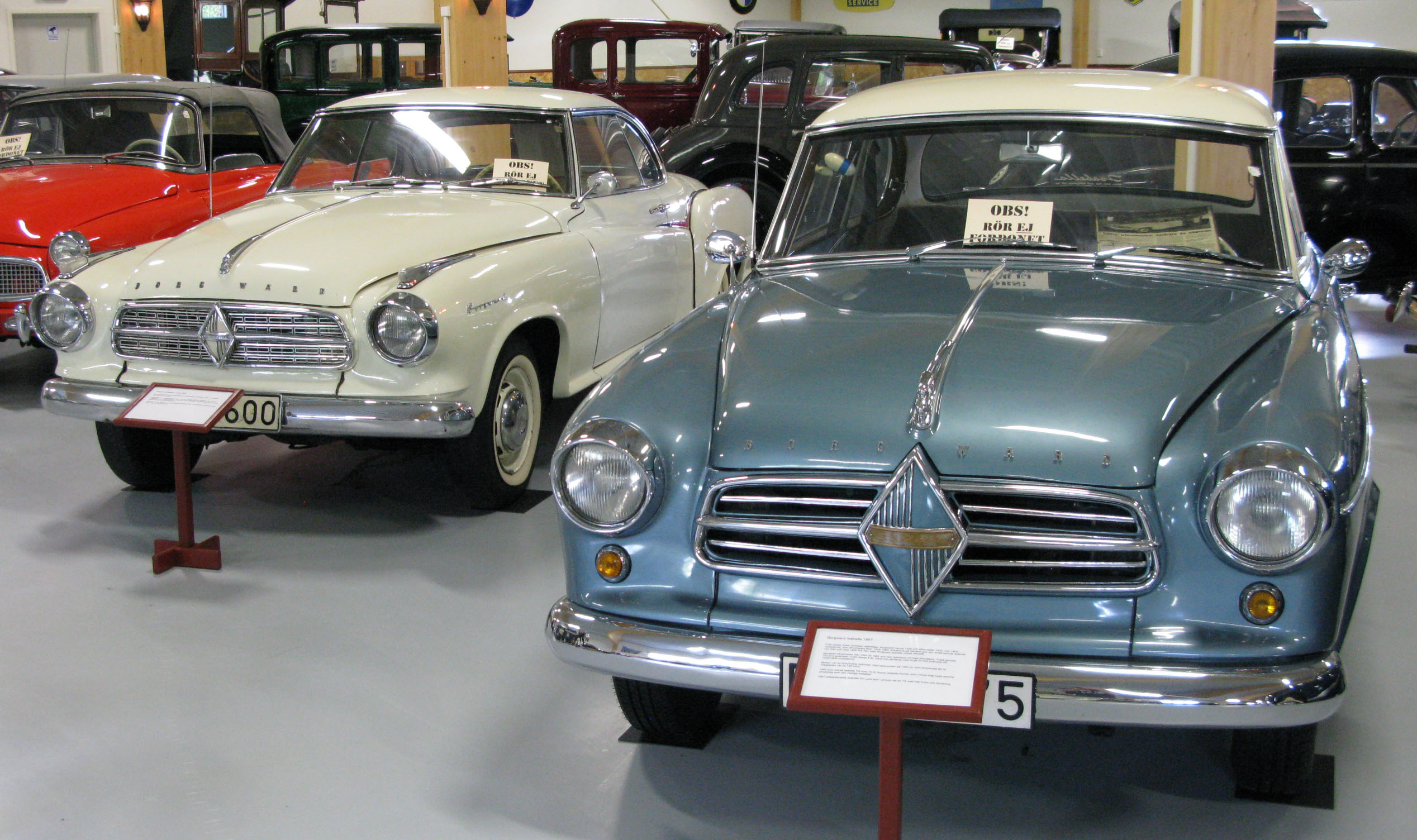
Borgward Isabella Coupé och Limousine
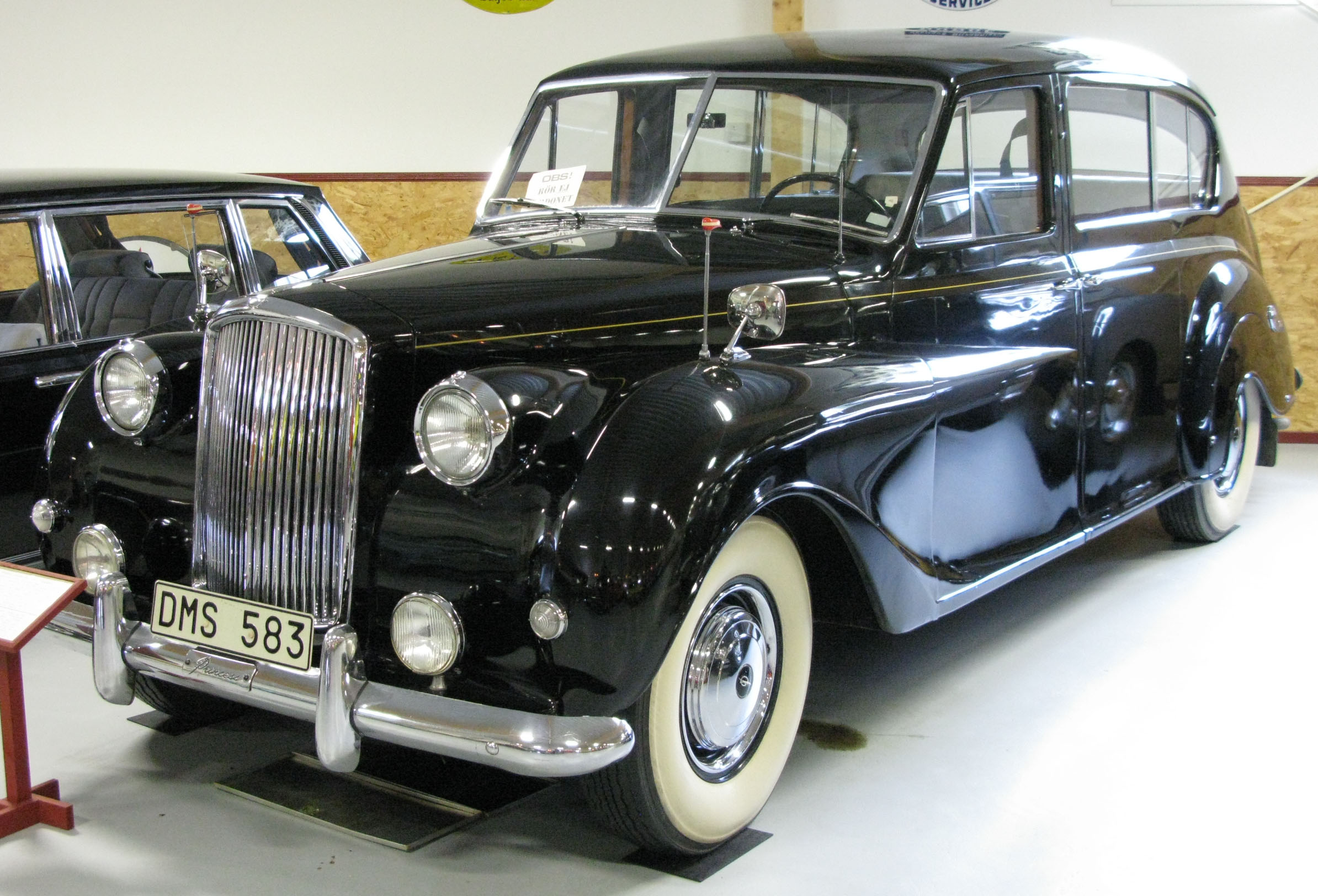
Vanden Plas Princess 4-litre Limousine från 1961
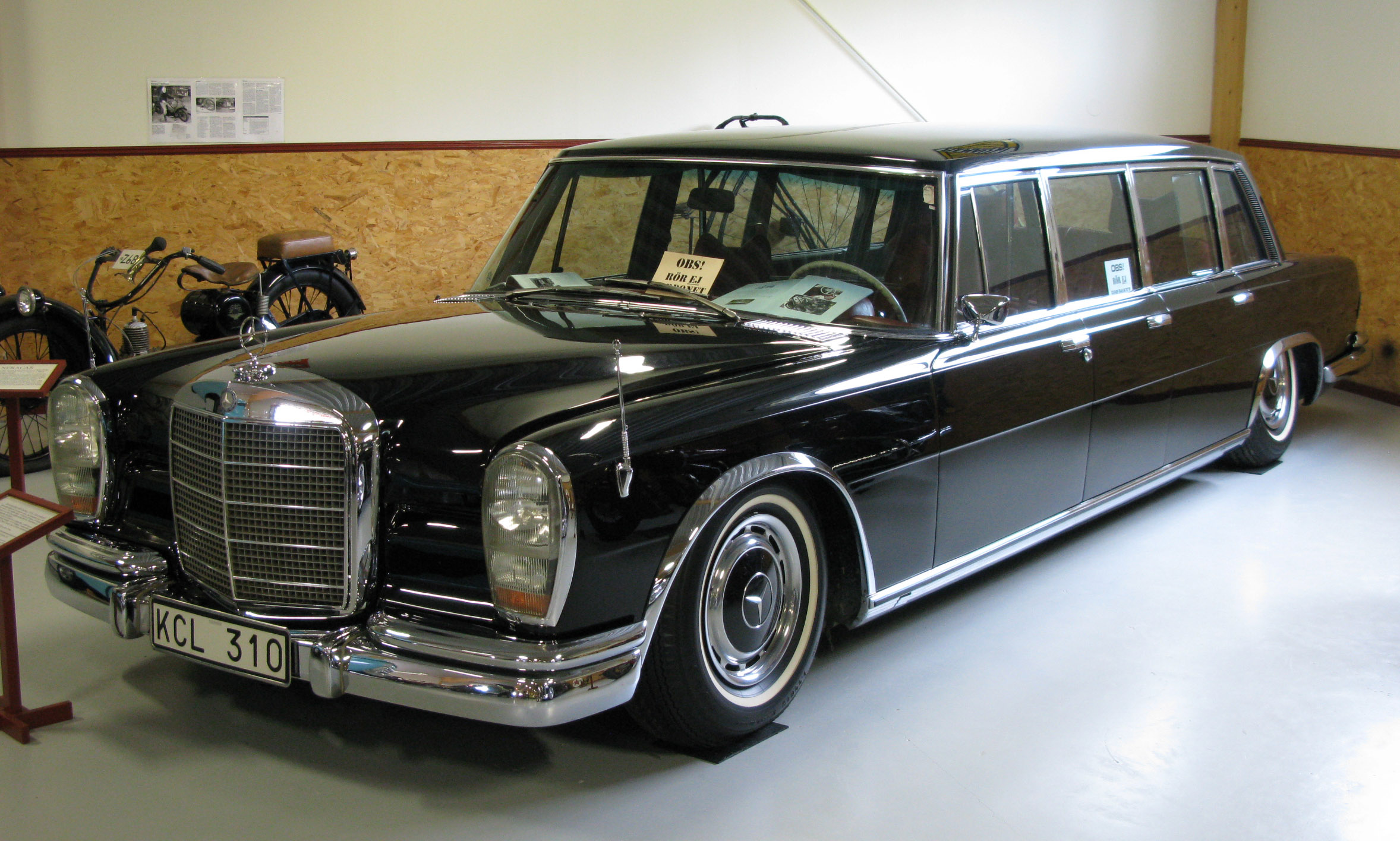
Mercedes-Benz 600 Pullman från 1974